# Maria Seyda
Maria Seyda, nascida Proszynski (1893–1989) foi uma artista polaca, conhecida pelas suas pinturas de retratos, que passou a maior parte da sua carreira na Grã-Bretanha.

## Biografia
Seyda nasceu e foi criada na Polónia. Estudou arte na L'Ecole des Beaux-Arts em Genebra, em Varsóvia e na Académie Colarossi em Paris. Casou-se com Marian Seyda, (1879–1967), um jornalista que foi ministro das Relações Internacionais da Polónia e que também serviu como ministro no governo polaco no exílio durante a Segunda Guerra Mundial. Depois de passar um tempo na Argentina, Maria Seyda foi morar para Londres. Seyda expôs pinturas na Royal Academy de Londres a partir de 1943 e também na Royal Society of Portrait Painters.